# USS Laffey (DD-459)
O USS Laffey foi um contratorpedeiro operado pela Marinha dos Estados Unidos e a sétima embarcação da Classe Benson. Sua construção começou em janeiro de 1941 nos estaleiros da Bethlehem Shipbuilding em Staten Island e foi lançado ao mar em outubro, sendo comissionado na frota norte-americana em março do ano seguinte. Era armado com uma bateria principal de quatro canhões de 127 milímetros e cinco tubos de torpedo de 533 milímetros, tinha um deslocamento de mais de duas mil toneladas e conseguia alcançar uma velocidade máxima acima de 38 nós.
O Laffey entrou em serviço no meio da Segunda Guerra Mundial e serviu na Guerra do Pacífico. Ele ajudou a resgatar sobreviventes do porta-aviões USS Wasp em setembro de 1942 e depois foi participar da Campanha de Guadalcanal. O navio lutou na Batalha do Cabo Esperança em outubro, quase acertando o cruzador pesado Aoba. No mês seguinte lutou na Primeira Batalha Naval de Guadalcanal, quando enfrentou couraçados e contratorpedeiros japoneses até ser alvejado e acertado por um torpedo, afundando logo depois de ser destruído por uma explosão interna.